# Ruski federalni subjekti
Rusija je federacija od 85 subjekata (ruski: субъект(ы)) ukljućujući Krim. Ovi subjekti imaju jednaka federalna prava u smislu da imaju jednaku zastupljenost – svaki po dva delegata – u Vijeću Ruske Federacije (gornji dom ruskog parlamenta). Međutim, postoje razlike u stupnju autonomije koju dotični subjekti uživaju. 
Svaki subjekt pripada jednoj od idućih kategorija:

## Subjekti Ruske Federacije
| 1 | 22 republika (države) (ruski: республики, jednina = республика, čitaj: respubliki/respublika). Republike imaju najviši stupanj autonomnosti među subjektima federacije, ali prema ustavu Ruske Federacije nisu nosioci suvereniteta i nemaju prava izdvajanja iz Ruske Federacije. Svaka ima svoj ustav, predsjednika i zakonodavnu skupštinu; u međunarodnim odnosima predstavljaju ju federalna vlada. Odredbe republičkih zakona nemaju pravnu moć ako se razlikuju od odredbi federalnog zakona. Republike su zamišljene kao dom jedne ili više manjinskih naroda Ruske Federacije. Republika Krim jest okupirani ukrajinski teritorij i njezina je aneksija međunarodno nepriznata. |
| 2 | 46 oblasti (pokrajine) (ruski: области, jednina = область, čitaj: oblasti/oblast) – najčešći su oblik subjekta. Uobičajene upravne jedinice s federalno imenovanog upravitelja i lokalno izabrane zakonodavne vlasti. |
| 3 | 9 kraja (teritoriji, ozemlja, kraji) (ruski: края, jednina = край, čitaj: kraja/kraj) – slične su oblastima, ali su više rubne i manje naseljene. |
| 4 | 1 autonomna oblast (ruski: автономная область, čitaj: avtonomnaja oblast). |
| 5 | 4 autonomnih okruga (ruski: автономные округа, jednina = автономный округ, čitaj: avtonomnije okruga/avtonomnij okrug) – imaju više autonomije nego oblasti, ali manje nego što ju imaju republike. Obično su sa značajnom ili prevladavajućom etničkom manjinom. |
| 6 | 3 federalna grada („gradovi države”) (ruski: федеральные города jednina = федеральный город, čitaj: federaljnije goroda/federaljnij gorod) – veliki gradovi koji funkcioniraju kao odvojene regije. Sevastopolj jest okupirana teritorija Ukrajine i njegovu aneksiju aneksija je međunarodno nepriznata. |